# تشريتو دي سبوليتو
تشريتو دي سبوليتو (بالإيطالية: Cerreto di Spoleto)‏ هي بلدية في مقاطعة بيرودجا في إقليم أومبريا في إيطاليا.

## السكان
في سنة 1861 بلغ عدد السكان 1٬913 نسمة، وتطور العدد ليصل في سنة 2011 لـ 1٬122 نسمة.
يظهر هذا المخطط البياني تطور النمو السكاني لـ تشريتو دي سبوليتو